# 淤宇宿禰
淤宇宿禰（おうのすくね、生没年不詳）は『日本書紀』等に伝わる古墳時代の豪族で出雲国造の一人。『古事記』には彼に関する記載は存在しない。

## 記録
淤宇宿禰は意宇足奴とも表記されるように、「淤宇」とは「意宇」のことで、出雲国意宇郡を支配した豪族の出雲国造であることを意味する。『日本書紀』巻第二十六には、659年（斉明天皇5年）
とある。この話は、天智天皇の皇子の建王が唖であり、『古事記』中巻や『書紀』巻第六に現れている垂仁天皇の皇子、誉津別命の故事と大いに関係がある。『出雲国風土記』にも同様の物語が見える。
『日本書紀』巻第十一には、応神天皇崩御後の額田大中彦皇子（ぬかたのおおなかつひこのみこ）との、倭の屯田と屯倉を巡る争議のことが記されている。淤宇宿禰はこれらの土地の屯田司であったが、額田大中彦皇子が「ここは山守の管掌するところであるから、明け渡すように」と要求してきた。
不服を唱えた彼は、菟道稚郎子（うじのわきのいらつこ）、その後大鷦鷯尊（おおさざきのみこと、のちの仁徳天皇）に訴え出た。
大鷦鷯尊は、倭直の祖先である麻呂に尋ねたところ、現在韓国（からくに）に派遣されている弟の吾子籠（あごこ）が知っていると答えた。そこで、
吾子籠は土地は天皇のものであると説明し、事態は解決した。しかし、事態は額田大中彦皇子の弟である大山守皇子の反発を招き、皇位抗争劇へと発展していった。
『古事記』にはこのエピソードは存在しない。

## 考証
意宇郡は出雲国の国府が設置された場所であり、国分寺・国分尼寺も建立され、古くから出雲国の中心地であった。古代の農業は自然灌漑によるものであったため、地域を流れる意宇川のような小さな川が農耕社会にとって、より適したものであった、と角川源義は述べている。前述の熊野大社には食物神、櫛御気野命（くしみけぬのみこと）が祭られ、その神を祭った司祭者も神魂神社（かもすじんじゃ）に祭られている。のちの出雲国造家である。
加藤義成によると、意宇氏は元々は意宇地域の豪族だったものが、大和政権との関係で出雲を統合し、国全体の首長にのし上がってきた、そのことは熊野大神が国津神ではなく、天津神に分類されているところから想像でき、本来の出雲氏は出雲国西部の斐伊川流域に杵築大神を奉じた勢力であっただろうとしている。
意宇平野における発掘調査では、とりわけ国府跡の下層にある5世紀代の首長居館遺構からは、朝鮮半島系の土器が多数出土しており、渡来人の定住に意宇郡の首長が関与していたことが窺われ、その渡来人らを用いて、意宇川の付け替え工事も行われたらしいことも判明している。港にあたる夫敷遺跡からも半島系土器が出土され、隣接地には阿太加夜（あだかや）神社という半島由来の名前とおぼしき神社が鎮座している。これらの事情は、意宇平野を地盤とする豪族が大和王権の権威で半島と交渉を行っていたのではないか、と池渕俊一は述べている。
物語に登場する「淡路の水手」に関連して、『書紀』巻第六の一書に伝えるアメノヒボコ伝承の異聞では、
とあったのちに、八物（やくさ）の神宝を日槍が朝廷に貢献し、
となっている。これは、当時の朝廷が帰化人（渡来人）の一時的な居留地として、現在の兵庫県にあたる2つの地域を指定しており、倭直らが交渉を行っていたことを示している。
南あわじ市の木戸原遺跡は、韓式土器や、海上祭祀に用いたと推定される鉄梃・毛抜き状鉄製品など、渡来品と思われる遺物が多く出土している。渡来系以外の土器出土品では、畿内で多数出土される東海系土器や、須恵器の坏・蓋を模倣した内外面に炭素を付着させた黒色土器もあり、類似の須恵器模倣蓋坏は少し後の遺跡から筑前国有明海沿岸から集中して発見されている。
また、同遺跡には柵で囲まれた大型の掘立柱建物・竪穴建物が存在し、これは渡来人の臨時収容施設ではなかったか、とも想定されている。近隣の雨流遺跡からも、松江市玉湯町花仙山（かせんざん）から産出された碧玉の原石が出土している。
このように、5世紀末には、淡路島が出雲と大和を結ぶ交通の結節地点であり、淡路の海人集団が対朝鮮貿易で重要な役割を果たしていたと推定されている。